# Cazierius parvus
Espèce
Synonymes
- Cazierius gundlachii parvus Armas, 1984

Cazierius parvus est une espèce de scorpions de la famille des Diplocentridae.

## Distribution
Cette espèce est endémique de la province de Granma à Cuba. Elle se rencontre vers Niquero.

## Description
Les mâles mesurent de 22,1 à 26,7 mm et les femelles de 23,9 à 29,6 mm.
Le mâle décrit par Teruel et Cala en 2006 mesure 18,54 mm.

## Systématique et taxinomie
Cette espèce a été décrite sous le protonyme Cazierius gundlachii parvus par Armas en 1984. Elle est élevée au rang d'espèce par Teruel en 2000.

## Publication originale
- Armas, 1984 : Escorpiones del Archipelago Cubano. VII. Adiciones y enmiendas (Scorpiones: Buthidae, Diplocentridae). Poeyana, no 275, p. 1-37.